# Північне лондонське дербі
Півні́чне ло́ндонське де́рбі (англ. North London derby) , або Дербі Північного Лондона— назва місцевого футбольного дербі між клубами з північної частини Лондона — «Арсенал» та «Тоттенгем Готспур». Цей термін застосовується, щоб описати матчі між командами, а також для характеристики загальної історії між командами.

## Статистика та рекорди
Станом на 23 вересня 2015 року між двома командами починаючи з 1909 року було зіграно 181 матч, в активі «Арсенала» — 78 перемог, «Тоттенгем» переміг у 55 матчах. Найбільше голів було проведено 13 листопада 2004 року на стадіоні «Вайт Гарт Лейн» під час матчу чемпіонату Англії, «Арсенал» святкував перемогу з рахунком 5:4. Найбільша перемога «Арсенала» — 6:0 (5 березня 1935), натомість «Тоттенгем» двічі перемагав суперника з рахунком 5:0 (25 грудня 1911 та 4 квітня 1983). Остання перемого Шпор була 7 грудня 1999 року на White Hart Lane — 2:1.
У складі «Шпор» по дев'ять голів на рахунку Біллі Мінтера та Боббі Сміта; найкращі бомбардири зброярів — Алан Сандерленд та Робер Пірес — по вісім. Гвардійці: «Арсенал» — Девід О'Лірі (35 матчів); «Тоттенгем» — Гарі Меббат та Стів Перріман (по 31).

## Результати
Станом на 11 лютого 2018 року
|            | А  | Н  | Т  | МА  | МТ  |
| ---------- | -- | -- | -- | --- | --- |
| Чемпіонат  | 65 | 45 | 52 | 247 | 217 |
| Кубок      | 4  | 0  | 2  | 9   | 5   |
| Кубок Ліги | 7  | 3  | 3  | 21  | 17  |
| Суперкубок | 0  | 1  | 0  | 0   | 0   |
| Разом      | 76 | 49 | 57 | 277 | 239 |